# Orchestre de chambre de Pforzheim

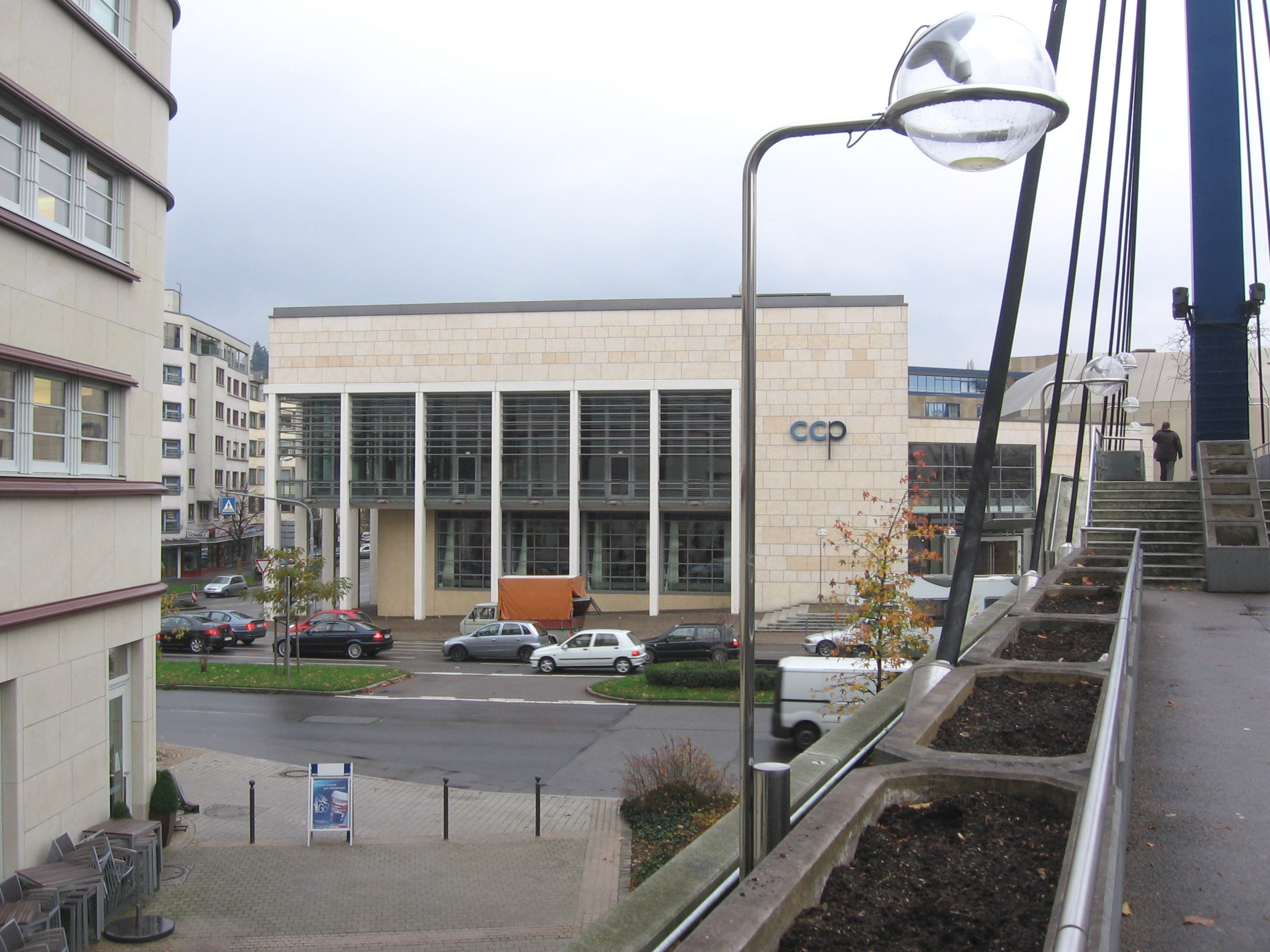
Orchestre de chambre de Pforzheim

L'orchestre de chambre de Pforzheim (Südwestdeutsches Kammerorchester Pforzheim) est un orchestre de chambre allemand de renommée internationale basé à Pforzheim dans le Bade-Wurtemberg.

## Histoire
L'orchestre est créé en 1950 par Friedrich Tilegant, un étudiant de Paul Hindemith. Le chef en est Paul Angerer de 1971 à 1981, Vladislav Czarnecki à partir de 1986 et Sebastian Tewinkel depuis 2002.
En 1970, à l'occasion de son vingtième anniversaire, l'orchestre a organisé un concours de composition ; le premier prix a été décerné à Ulrich Stranz.

## Répertoire et enregistrements
L'orchestre a enregistré plusieurs œuvres de Johann Sebastian Bach avec le Heinrich-Schütz-Chor Heilbronn et le chef Fritz Werner (de) dont plusieurs cantates, la Messe en si mineur (1957), la Passion selon saint Matthieu (1958), la Passion selon saint Jean (1960), l'Oratorio de Noël (1963) et l'Oratorio de Pâques (1964),. 
L'orchestre a créé des premières de Boris Blacher, Jean Françaix, Harald Genzmer et Norbert Jürgen Schneider.
L'orchestre de Pforfzheim a enregistré les concertos pour violoncelle de Boccherini avec Julius Berger, professeur à l'université de Mayence. Selon une critique : « Berger est bien secondé dans ce concerto avec des accompagnements délicats et polis de l'orchestre de chambre du Sud-Ouest de l'Allemagne en utilisant des instruments modernes sous la direction du maestro Vladislav Czarnecki ».

## Source de la traduction
- (en) Cet article est partiellement ou en totalité issu de l’article de Wikipédia en anglais intitulé « Pforzheim Chamber Orchestra » (voir la liste des auteurs).